# Кабинетский регистратор
Кабине́тский регистра́тор — в Российской империи гражданский чин 13-го класса в Табели о рангах с 1722 года. Был в одном классе с гражданскими чинами Провинциального секретаря и Сенатского регистратора. Соответствовал военным чинам подпоручика пехоты (1730—1884), прапорщика пехоты (1884—1917), секунд-поручик артиллерии (1722—1796). Кабинетский регистратор был выше по рангу, чем коллежский регистратор, но ниже, чем губернский секретарь.
Чины провинциального секретаря, сенатского регистратора, синодского регистратора, кабинетского регистратора не присваивались с 1834 года, хотя формально упразднены не были.